# Григорис Аршаруни
Григо́рис Аршаруни́ (арм. Գրիգորիս Արշարունի), — армянский богослов, церковный деятель середины VII—начала VIII века.

## Биография
Образование предположительно получил в Ерасхадзоре. Был рукоположен в епископы католикосом Сааком III Дзорапореци (677—703), впоследствии стал хорепископом провинции Аршаруник. Был известным церковным деятелем своего времени, славился философскими познаниями и был сподвижником католикоса Ованеса III Одзнеци в нововведениях и начинаниях последнего. Современники величали его «храбрый вардапет и избранный философ». Участвовал в Маназкертском соборе Армянской апостольской церкви 726 года и сыграл значительную роль в сближении армянской и ассирийской церквей.
Основным результатом его творческой деятельности стал написанный по просьбе князя Вагана Камсаракана сборник «Комментарии к Лекционарию» (арм. «Մեկնութիւն ընթերցուածոց»), первое дошедшее до нас армянское истолкование Лекционария. «Комментарии к Лекционарию» представляет собой интерпретацию литургических чтений и разъяснения символики праздников и постов. Состоит из 34 глав и авторского колофона в конце. Был переведен на французский язык. Григорису приписываются также другие труды.